# Боже, помоги девушке
«Боже, помоги девушке» — британский музыкальный фильм режиссёра Стюарта Мердока (Stuart Murdoch), повествующий о девушке Еве, проходящей курс лечения собственных эмоциональных проблем. Премьера фильма состоялась на кинофестивале Сандэнс (Sundance) 18 января 2014 года. После премьеры на фестивале Sundance Film, Amplify приобрела права на распространение фильма. Он был выпущен 5 сентября 2014 года в Соединённых Штатах.

## Сюжет
Ева выходит из психиатрической больницы, где она проходила курс лечения от нервной анорексии, и направляется в Глазго в надежде стать музыкантом. На концерте она встречает Джеймса, спасателя и начинающего композитора. Он знакомит её со своей ученицей игры на гитаре Кэсси, и трое становятся друзьями.
Джеймс убеждает Еву, в том что её песни будут лучше звучать с бас-гитарой и барабанами. Они и Ева формируют группу God Help the Girl. Джеймс узнаёт об отношениях Евы с Антоном и становится отчуждённым от неё. Испытывая чувство одиночества, Ева принимает наркотики и возвращается в больницу.
Она говорит Джеймсу, что планирует поступить в музыкальный колледж в Лондоне, и они мирятся. После того, как группа исполняет свой заключительный концерт, радиостанция играет кассету Евы. На следующий день она отправляется в Лондон.

## Проект God Help the Girl
Этот фильм — часть проекта Стюарта Мердока «God Help the Girl» («Боже, помоги девушке»), включающего также концерты и студийные записи его группы Belle & Sebastian с различными вокалистками. Это дебют Мердока в качестве режиссёра и сценариста, больше он известен как певец и музыкант в направлении инди-поп, его группа — одна из самых популярных в Шотландии. Идея проекта зародилась ещё в 2004 году, тогда же начались поиски вокалисток. Главным открытием стала Кэтрин Айртон, работа с ней началась в 2005 году, в 2009 году в одноимённом с фильмом альбоме она исполнила 10 из 14 песен. Съёмки фильма проходили в Глазго в 2012 году.

## В ролях
- Эмили Браунинг — Ева
- Олли Александр — Джеймс
- Ханна Мюррей — Кэсси
- Пьер Буланжер — Антон

## Отзывы критиков
Фильм был принят неплохо, из 63 отзывов 43 были положительными (рейтинг Rotten Tomatoes — 68 %). Несмотря на это кассовые сборы составили всего $101 542 при бюджете $1 850 000.

## Награды
- Специальный приз жюри кинофестиваля Сандэнс за лучший актёрский ансамбль
- Европейская премьера состоялась на Берлинском кинофестивале, где он номинировался на лучший фильм[6]

## Интересные факты
На роль Кэсси была выбрана Эль Фаннинг, но ей пришлось отказаться от участия в проекте из-за несогласованности съемочных графиков. Позже её заменила Ханна Мюррэй.
Во время песни «Pretty Eve in the tub» на моменте, где у двери выстроилась очередь из молодых людей, среди них можно заметить актрису Ханну Мюррэй с приклеенными усами.